# Coupe de France masculine de volley-ball
Ne doit pas être confondu avec Coupe de France féminine de volley-ball.
La Coupe de France masculine de volley-ball est une compétition de volley-ball créée en 1983.

## Historique
La première édition de la coupe de France de volley-ball masculin a eu lieu au cours de la saison 1983-1984. En 2003-2004, la compétition a changé de statut pour devenir la coupe de la Ligue, qui n'a connu qu'une seule édition : dès la saison 2004-2005, la compétition est redevenue la coupe de France.

## Qualification européenne
La coupe de France qualifiait pour la coupe des Coupes jusqu'en 1999 ; à partir de cette date et avec la modification de cette coupe européenne, la coupe de France qualifiait pour la Ligue des champions jusqu'à la saison 2010-2011. Pour la saison 2011-2012, la Coupe de France qualifie pour la Challenge Cup (3e coupe européenne).

## Palmarès
| N° | Édition | Vainqueur                                            | Score de la finale                                   | Finaliste                                            | Lieu de la finale                                    |
| -- | ------- | ---------------------------------------------------- | ---------------------------------------------------- | ---------------------------------------------------- | ---------------------------------------------------- |
| 1  | 1984    | Asnières Sports (1)                                  | 3-0 17-15 15-13 15-11                                | AS Cannes                                            | Clermont-Ferrand                                     |
| 2  | 1985    | AS Cannes (1)                                        | x-x                                                  | AS Grenoble                                          | Grenoble                                             |
| 3  | 1986    | AMSL Fréjus (1)                                      | 3-2 15-10 17-19 11-15 15-13 15-10                    | Asnières Sports                                      | Colmar                                               |
| 4  | 1987    | AMSL Fréjus (2)                                      | x-x                                                  | AS Grenoble                                          |                                                      |
| 5  | 1988    | Arago de Sète (1)                                    | 3-2 15-8 15-12 5-15 7-15 15-10                       | AMSL Fréjus                                          | Sète                                                 |
| 6  | 1989    | AS Fréjus (3)                                        | x-x                                                  | ASU Lyon                                             |                                                      |
| 7  | 1990    | JSA Bordeaux (1)                                     | 3-0 15-9 15-11 15-13                                 | RC France                                            | Oissel                                               |
| 8  | 1991    | AS Fréjus (4)                                        | 3-1 6-15 15-10 15-5 15-2                             | AS Cannes                                            | Paris                                                |
| 9  | 1992    | AS Fréjus (5)                                        | 3-1 15-7 10-15 15-9 15-10                            | AS Cannes                                            | Paris                                                |
| 10 | 1993    | AS Cannes (2)                                        | 3-1 15-6 12-15 15-5 15-9                             | Paris UC                                             | Paris                                                |
| 11 | 1994    | PSG-Asnières (2)                                     | 3-2 15-5 13-15 14-16 15-10 16-14                     | Paris UC                                             | Paris                                                |
| 12 | 1995    | AS Cannes (3)                                        | 3-0 15-7 15-8 15-11                                  | PSG-Asnières                                         | Paris                                                |
| 13 | 1996    | Stade Poitevin (1)                                   | 3-2 15-12 12-15 15-17 15-7 15-10                     | AS Cannes                                            | Paris                                                |
| 14 | 1997    | Paris UC (1)                                         | 3-1 13-15 15-11 15-5 15-7                            | Avignon VB                                           | Paris                                                |
| 15 | 1998    | AS Cannes (4)                                        | 3-0 15-7 15-8 15-7                                   | Tourcoing LM                                         | Paris                                                |
| 16 | 1999    | Paris Volley (1)                                     | 3-1                                                  | Tourcoing LM                                         | Paris                                                |
| 17 | 2000    | Paris Volley (2)                                     | 3-0 25-13 25-13 25-21                                | Tours Volley-Ball                                    | Paris                                                |
| 18 | 2001    | Paris Volley (3)                                     | 3-0 25-21 25-20 25-20                                | Tours Volley-Ball                                    | Paris                                                |
| 19 | 2002    | Stade Poitevin (2)                                   | 3-2 27-25 21-25 13-25 29-27 15-12                    | Tourcoing LM                                         | Poitiers                                             |
| 20 | 2003    | Tours Volley-Ball (1)                                | 3-1 25-23 24-26 25-15 25-22                          | Stade Poitevin                                       | Paris                                                |
| 21 | 2004    | Paris Volley (4)                                     | 3-1 25-21 19-25 25-18 25-17                          | Arago de Sète                                        | Mont-de-Marsan                                       |
| 22 | 2005    | Tours Volley-Ball (2)                                | 3-0 25-13 25-15 25-12                                | Tourcoing LM                                         | Tourcoing                                            |
| 23 | 2006    | Tours Volley-Ball (3)                                | 3-1 26-24 24-26 25-20 25-21                          | AS Cannes                                            | Vannes                                               |
| 24 | 2007    | AS Cannes (5)                                        | 3-2 23-25 25-19 22-25 25-16 15-13                    | Tourcoing LM                                         | Cannes                                               |
| 25 | 2008    | Beauvais OUC (1)                                     | 3-2 24-26 19-25 25-23 27-25 15-9                     | Montpellier UC                                       | Paris                                                |
| 26 | 2009    | Tours Volley-Ball (4)                                | 3-1 20-25 25-22 25-21 25-18                          | Tourcoing LM                                         | Salle Robert-Grenon (Tours)                          |
| 27 | 2010    | Tours Volley-Ball (5)                                | 3-0 25-21 25-21 25-18                                | Montpellier UC                                       | Lyon                                                 |
| 28 | 2011    | Tours Volley-Ball (6)                                | 3-0 25-23 25-20 28-26                                | Beauvais OUC                                         | Stade Pierre de Coubertin (Paris)                    |
| 29 | 2012    | Rennes Volley 35 (1)                                 | 3-0 25-20 26-24 25-22                                | Beauvais OUC                                         | Stade Pierre de Coubertin (Paris)                    |
| 30 | 2013    | Tours Volley-Ball (7)                                | 3-1 26-24 25-22 20-25 25-22                          | Spacer's de Toulouse                                 | Stade Pierre de Coubertin (Paris)                    |
| 31 | 2014    | Tours Volley-Ball (8)                                | 3-1 25-16 21-25 25-23 25-19                          | Paris Volley                                         | Stade Pierre de Coubertin (Paris)                    |
| 32 | 2015    | Tours Volley-Ball (9)                                | 3-1 20-25 25-19 25-19 25-18                          | Beauvais OUC                                         | Stade Pierre de Coubertin (Paris)                    |
| 33 | 2016    | GFC Ajaccio Volley-Ball (1)                          | 3-2 23-25 25-17 21-25 25-19 16-14                    | Rennes Volley 35                                     | Stade Pierre de Coubertin (Paris)                    |
| 34 | 2017    | GFC Ajaccio Volley-Ball (2)                          | 3-0 25-23 25-20 25-18                                | Nantes Rezé MV                                       | Maison des Sports (Clermont-Ferrand)                 |
| 35 | 2018    | Tourcoing LM (1)                                     | 3-2 19-25 24-26 25-22 25-20 15-12                    | Chaumont Volley-Ball 52                              | Stade Pierre de Coubertin (Paris)                    |
| 36 | 2019    | Tours Volley-Ball (10)                               | 3-0 25-22 25-13 25-18                                | Chaumont Volley-Ball 52                              | Salle Robert-Grenon (Tours)                          |
| 37 | 2020    | Stade Poitevin (3)                                   | 3-0 25-0 25-0                                        | Tours Volley-Ball                                    | Palais des sports André-Brouat (Toulouse)            |
| -  | 2021    | Édition annulée en raison de la pandémie de Covid-19 | Édition annulée en raison de la pandémie de Covid-19 | Édition annulée en raison de la pandémie de Covid-19 | Édition annulée en raison de la pandémie de Covid-19 |
| 38 | 2022    | Chaumont Volley-Ball 52 (1)                          | 3-2 25-20, 21-25, 25-23, 22-25, 19-17                | Tours Volley-Ball                                    | Salle Pierre-Charpy (Paris)                          |
| 39 | 2023    | Tours Volley-Ball (11)                               | 3-0 25-21, 25-21, 25-18                              | Nice Volley-Ball                                     | Halle Georges-Carpentier (Paris)                     |
| 40 | 2024    | Nantes-Rezé MV (1)                                   | 3-0 25-16, 25-22, 26-24                              | Montpellier HSC VB                                   | Halle Georges-Carpentier (Paris)                     |
| 41 | 2025    | Tourcoing LM (2)                                     | 3-2 25-23, 23-25, 25-22, 22-25, 15-11                | Montpellier HSC VB                                   | Colisée (Chartres)                                   |

## Tableau d'honneur
| Rang | Clubs                        | Victoire(s) | Finale(s) gagnée(s)                                              | Finale(s) perdue(s)                |
| ---- | ---------------------------- | ----------- | ---------------------------------------------------------------- | ---------------------------------- |
| 1    | Tours Volley-Ball            | 11          | 2003, 2005, 2006, 2009, 2010, 2011, 2013, 2014, 2015, 2019, 2023 | 2000, 2001, 2020, 2022             |
| 2    | AS Cannes                    | 5           | 1985, 1993, 1995, 1998, 2007                                     | 1984, 1991, 1992, 1996, 2006       |
| 3    | ASML Fréjus                  | 5           | 1986, 1987, 1989, 1991, 1992                                     | 1988                               |
| 4    | Paris Volley                 | 4           | 1999, 2000, 2001, 2004                                           | 2014                               |
| 5    | Stade poitevin               | 3           | 1996, 2002, 2020                                                 | 2003                               |
| 6    | Asnières Volley 92           | 2           | 1984, 1994                                                       | 1986, 1995                         |
| 7    | GFC Ajaccio Volley-Ball      | 2           | 2016, 2017                                                       |                                    |
| 8    | Tourcoing LM                 | 2           | 2018, 2025                                                       | 1998, 1999, 2002, 2005, 2007, 2009 |
| 9    | Beauvais Oise UC             | 1           | 2008                                                             | 2011, 2012, 2015                   |
| 10   | Chaumont Volley-Ball 52      | 1           | 2022                                                             | 2018, 2019                         |
| 10   | Paris Université Club        | 1           | 1997                                                             | 1993, 1994                         |
| 12   | Nantes-Rezé Métropole Volley | 1           | 2024                                                             | 2017                               |
| 12   | Rennes Volley 35             | 1           | 2012                                                             | 2016                               |
| 12   | Arago de Sète                | 1           | 1988                                                             | 2004                               |
| 15   | JSA Bordeaux                 | 1           | 1990                                                             |                                    |

## Statistiques
- Plus grand nombre de victoires pour un club en finale : 11  Tours Volley-Ball
- Plus grand nombre de participations pour un club à une finale : 15 Tours Volley-Ball
- Plus grand nombre de victoires consécutives pour un club : 3 Tours Volley-Ball 2 fois (de 2009 à 2011 et de 2013 à 2015) et Paris Volley (de 1999 à 2001)
- Plus grand nombre de finales consécutives pour un club : 4 AS Fréjus (de 1986 à 1989) et Tours Volley-Ball (de 2019 à 2023)
- Plus grand nombre de défaites pour un club en finale : 6 Tourcoing LM
- Nombre de clubs de ProB ayant disputé une finale : 2 Paris UC (en 1993) et Rennes Volley 35 (en 2016)
- Finaliste relégué en ProB la même saison : 1 Beauvais Oise UC en 2012
- Vainqueur relégué en ProB la même saison : aucun
- Clubs ayant gagné toutes les finales qu'ils ont disputées : 2  GFC Ajaccio Volley-Ball (2) et JSA Bordeaux (1)
- Doublés Coupe de France / Championnat de France : 6 Tours Volley-Ball (2010, 2013, 2014, 2015, 2019 et 2023), 3 AS Fréjus Var VB (1987, 1989 et 1992), 2 Paris Volley (2000 et 2001), 1 Asnières Sports puis PSG-Asnières (en 1984), AS Cannes (en 1995)
- Doublés Coupe de France / Supercoupe de France de volley-ball : 4 Tours Volley-Ball (2005, 2014, 2015 et 2023) , 1 Paris Volley (en 2004), GFC Ajaccio Volley-Ball (en 2016)
- Doublés Championnat de France / Supercoupe de France de volley-ball : 3  Tours Volley-Ball (2014, 2015 et 2023)   1 Paris Volley (en 2006), Chaumont Volley-Ball 52 (en 2017)
- Doublés Coupe de la CEV / Championnat de France : 1 AS Cannes (en 1981)
- Triplé Coupe de France / Championnat de France / Ligue des champions : 1 Paris Volley (en 2001)
- Triplé Coupe de France / Supercoupe de France de volley-ball / Ligue des champions : 1 Tours Volley-Ball (en 2005)
- Triplé Coupe de France / Championnat de France / Supercoupe de France de volley-ball : 3 Tours Volley-Ball (en 2014, 2015 et 2023)
- Quadruplé Coupe de France / Championnat de France / Coupe des Coupes / Supercoupe d'Europe de volley-ball : 1 Paris Volley (en 2000)

## Finalistes malheureux
Au total, 7 clubs ont échoué en finale de la Coupe de France, sans l'avoir jamais gagnée :
AS Grenoble (1985, 1987) ; Montpellier UC (2008, 2010, 2024, 2025) ; ASU Lyon (1989) ; RC France (1990) ; Avignon VB (1997) ; Spacer's de Toulouse (2013) ; Nice Volley-Ball (2023).

## Coupe de France amateur
À partir de la saison 2012-2013, la fédération a mis en place une coupe de France amateur, réservée aux clubs évoluant au niveau NM1 (élite) ou inférieur, et non invités à participer à la coupe de France professionnelle.
| Date         | Lieu                                                       | Vainqueur                                                  | Score                                                      | Finaliste                                                  |                                                            |
| ------------ | ---------------------------------------------------------- | ---------------------------------------------------------- | ---------------------------------------------------------- | ---------------------------------------------------------- | ---------------------------------------------------------- |
| 30 mars 2013 | Paris                                                      | FL Saint-Quentin (NM1)                                     | 3-2 23-25 25-18 25-27 25-18 15-13                          | VBC Les Herbiers (NM1)                                     |                                                            |
| 5 avril 2014 | Paris                                                      | Stade poitevin (élite)                                     | 3-2 19-25 23-25 26-24 25-17 15-11                          | FL Saint-Quentin (élite)                                   |                                                            |
| 21 mars 2015 | Paris                                                      | Saint-Brieuc CAVB (élite)                                  | 3-1 25-23 25-23 22-25 25-20                                | Strasbourg VB (élite)                                      |                                                            |
| 27 mars 2016 | Paris                                                      | AS Orange Nassau (élite)                                   | 3-0 29-27 25-16 25-13                                      | Strasbourg VB (élite)                                      |                                                            |
| 11 mars 2017 | Clermont-Ferrand (Puy-de-Dôme)                             | Mende VL (élite)                                           | 3-2 20-25 ; 25-23 ; 25-22 ; 20-25 ; 15-11                  | Conflans-Andrésy-Jouy VB (N2)                              |                                                            |
| 2018         | Paris                                                      | AS Saint-Jean-d'Illac (élite)                              | 3-0                                                        | Amiens MVB (élite)                                         |                                                            |
| 19 mai 2019  | Lyon                                                       | ASUL Lyon (élite)                                          | 3-1 25-23 ; 25-19 ; 20-25 ; 25-28                          | Amiens MVB (élite)                                         |                                                            |
| 2020         | Compétition abandonnée en raison de l'épidémie de Covid-19 | Compétition abandonnée en raison de l'épidémie de Covid-19 | Compétition abandonnée en raison de l'épidémie de Covid-19 | Compétition abandonnée en raison de l'épidémie de Covid-19 | Compétition abandonnée en raison de l'épidémie de Covid-19 |
| 2021         | Compétition annulée en raison de l'épidémie de Covid-19    | Compétition annulée en raison de l'épidémie de Covid-19    | Compétition annulée en raison de l'épidémie de Covid-19    | Compétition annulée en raison de l'épidémie de Covid-19    | Compétition annulée en raison de l'épidémie de Covid-19    |

### Tableau d'honneur
| Rang | Clubs                                  | Victoire(s) | Finale(s) gagnée(s) | Finale(s) perdue(s) |
| ---- | -------------------------------------- | ----------- | ------------------- | ------------------- |
| 1    | Foyer laïque Saint-Quentin Volley-Ball | 1           | 2013                | 2014                |
| 2    | Stade poitevin volley beach            | 1           | 2014                | -                   |
| 2    | Saint-Brieuc Côtes-d'Armor Volley-Ball | 1           | 2015                | -                   |
| 2    | Association Sportive Orange Nassau     | 1           | 2016                | -                   |
| 2    | Mende Volley Lozère                    | 1           | 2017                | -                   |
| 3    | Strasbourg Volley-Ball                 | 0           | -                   | 2015, 2016          |
| 4    | Vendée Volley-Ball Club Herbretais     | 0           | -                   | 2013                |
| 4    | Conflans-Andrésy-Jouy Volley-Ball      | 0           | -                   | 2017                |